# 胡亚芳
胡亞芳（？—），浙江余姚人，原籍臺灣臺東縣阿美族，為台籍第二代，中华人民共和国政治人物，台灣民主自治同盟盟員，為中華人民共和國第九屆全國人民代表大會台灣省代表。

## 生平
生于浙江余姚。其父胡來成為臺灣臺東阿美族人，原居住於都蘭鄉八里村，因從軍前往中國大陸，後因第二次国共内战，而滯留於中國大陸，1949年5月投入中國人民解放軍，1969年11月受派前往浙江省餘姚市任職。遂在浙江結婚定居。
胡亞芳曾任浙江省台灣同胞聯誼會副會長、會長等職務。